# Jaan Poska
Pour les articles homonymes, voir Poska.
 (juin 2023).
La mise en forme du texte ne suit pas les recommandations de Wikipédia : il faut le « wikifier ».
Les points d'amélioration suivants sont les cas les plus fréquents. Le détail des points à revoir est peut-être précisé sur la page de discussion.
- Les titres sont pré-formatés par le logiciel. Ils ne sont ni en capitales, ni en gras.
- Le texte ne doit pas être écrit en capitales (les noms de famille non plus), ni en gras, ni en italique, ni en « petit »…
- Le gras n'est utilisé que pour surligner le titre de l'article dans l'introduction, une seule fois.
- L'italique est rarement utilisé : mots en langue étrangère, titres d'œuvres, noms de bateaux, etc.
- Les citations ne sont pas en italique mais en corps de texte normal. Elles sont entourées par des guillemets français : « et ».
- Les listes à puces sont à éviter, des paragraphes rédigés étant largement préférés. Les tableaux sont à réserver à la présentation de données structurées (résultats, etc.).
- Les appels de note de bas de page (petits chiffres en exposant, introduits par l'outil «  Source ») sont à placer entre la fin de phrase et le point final[comme ça].
- Les liens internes (vers d'autres articles de Wikipédia) sont à choisir avec parcimonie. Créez des liens vers des articles approfondissant le sujet. Les termes génériques sans rapport avec le sujet sont à éviter, ainsi que les répétitions de liens vers un même terme.
- Les liens externes sont à placer uniquement dans une section « Liens externes », à la fin de l'article. Ces liens sont à choisir avec parcimonie suivant les règles définies. Si un lien sert de source à l'article, son insertion dans le texte est à faire par les notes de bas de page.
- La présentation des références doit suivre les conventions bibliographiques. Il est recommandé d'utiliser les modèles {{Ouvrage}}, {{Chapitre}}, {{Article}}, {{Lien web}} et/ou {{Bibliographie}}. Le mode d'édition visuel peut mettre en forme automatiquement les références.
- Insérer une infobox (cadre d'informations à droite) n'est pas obligatoire pour parachever la mise en page.

Pour une aide détaillée, merci de consulter Aide:Wikification.
Si vous pensez que ces points ont été résolus, vous pouvez retirer ce bandeau et améliorer la mise en forme d'un autre article.

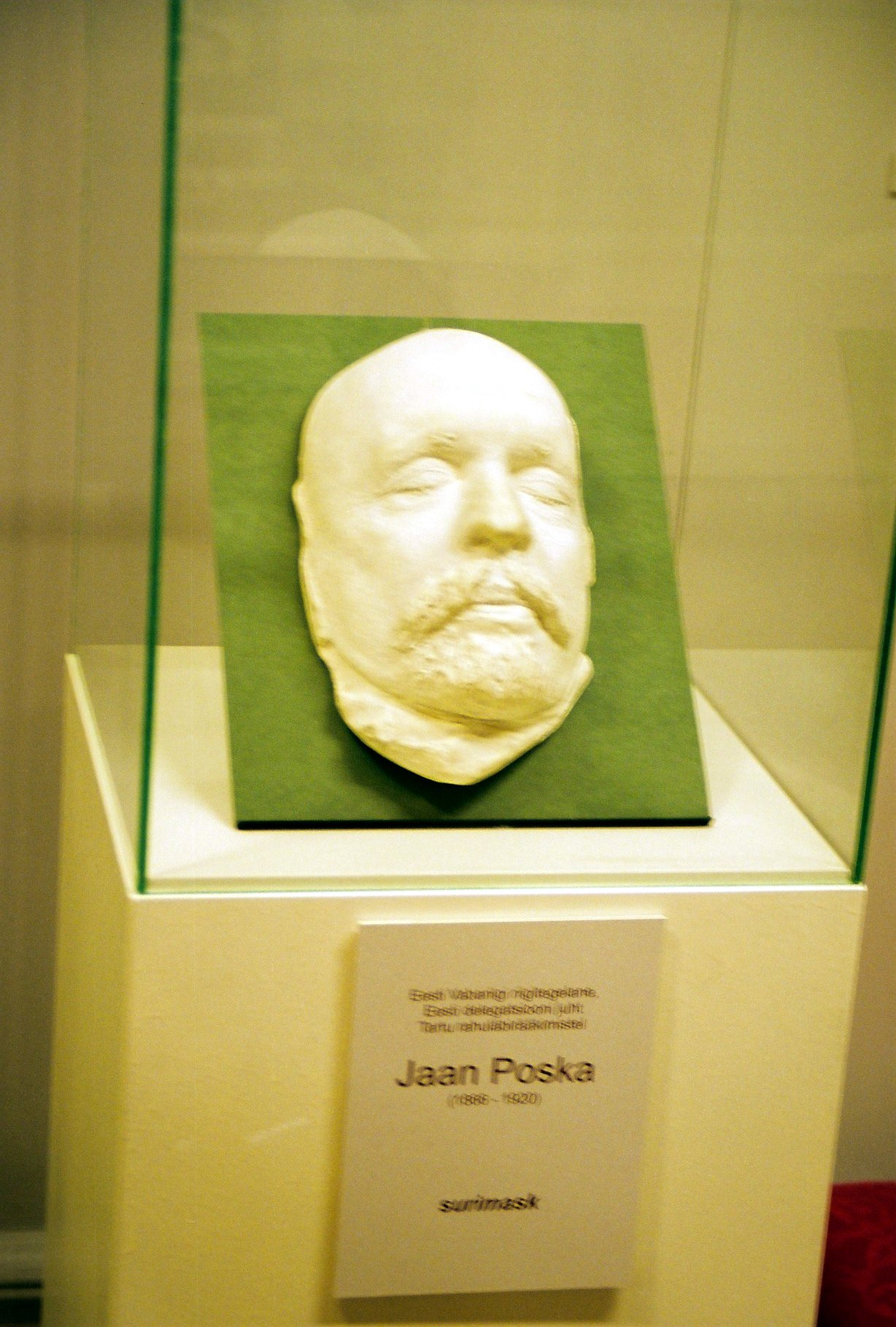
Masque de Poska au musée de Tartu.

Jaan Poska VR III/1 (12 janvier 1866 (24 janvier dans le calendrier grégorien), Laiusevälja, Kreis Dorpat, Gouvernement de Livonie – 7 mars 1920, Tallinn, Estonie) est un avocat estonien et une personnalité politique.

## Biographie
En 1890, Jaan Poska est diplômé de la faculté de droit de l'université de Tartu, après cela il a travaillé comme avocat à Tallinn. Il a été maire de Tallinn de 1913 à 1917. À ce poste, il a soutenu les réformes, comme celle des soins de santé ainsi que la création de deux écoles. En avril 1917, il devient gouverneur du Gouvernement autonome de l'Estonie (en). Le 15 novembre 1917 (28 novembre dans le calendrier grégorien) le Maapäev refuse de reconnaître le nouveau régime des Bolcheviks et se proclame comme l'autorité juridique suprême de l'Estonie. La République de l'Estonie a officiellement déclaré l'indépendance le 24 février 1918, et a seulement été occupée par l'Empire allemand jusqu'à la fin de la Première Guerre mondiale.
Le 24 février 1918, Poska a été nommé ministre des affaires étrangères de l'Estonie. Il a œuvré en Europe occidentale pour obtenir la reconnaissance diplomatique de l'Estonie et a participé à la Conférence de paix de Paris de 1919. Il a mené les pourparlers de paix avec la République socialiste fédérative soviétique de Russie et a obtenu le Traité de Tartu qui a été signé le 2 février 1920.

## Reconnaissance
- Jaan Poska tänav

### Source de la traduction
- (en) Cet article est partiellement ou en totalité issu de l’article de Wikipédia en anglais intitulé « Jaan Poska » (voir la liste des auteurs).